# Discodeles opisthodon
Discodeles opisthodon är en groddjursart som först beskrevs av George Albert Boulenger 1884.  Discodeles opisthodon ingår i släktet Discodeles och familjen Ceratobatrachidae. IUCN kategoriserar arten globalt som otillräckligt studerad. Inga underarter finns listade i Catalogue of Life.